# Aleksandăr Nikolov
Aleksandăr Nikolov (in bulgaro Александър Николов?; Tours, 30 novembre 2003) è un pallavolista bulgaro, schiacciatore della Lube.

## Biografia
Proviene da una famiglia di pallavolisti: è il figlio dell'ex pallavolista e allenatore Vladimir Nikolov e di sua moglie Maya, anche lei ex pallavolista; anche suo fratello minore Simeon gioca a pallavolo.

## Carriera

### Club
Fa il suo esordio da professionista nella Superliga bulgara nel corso della stagione 2018-19, quando appena quattordicenne gioca a fianco del padre con il Levski Sofia. Dopo un triennio col club di Sofia, si trasferisce per motivi di studi negli Stati Uniti d'America, dove prende parte alla NCAA Division I con la CSU Long Beach per l'edizione 2022 del torneo, raggiungendo la finale nazionale e facendo incetta di premi individuali, tra i quali spiccano quelli di National Newcomer of the Year e National Player of the Year: al termine dell'annata, nonostante i tre anni restanti di eleggibilità sportiva, annuncia la sua volontà di non proseguire il percorso accademico, per approdare al professionismo.
Nella stagione 2022-23 viene ingaggiato dalla Lube, nella Superlega italiana, con cui vince la Coppa Italia 2024-25.

### Nazionale
Fa parte delle selezioni giovanili bulgare: con l'under 17 conquista la medaglia d'argento al campionato europeo 2019; con l'under 18 partecipa al campionato europeo 2020; con l'under 19 si aggiudica invece la medaglia d'argento al campionato mondiale 2021, venendo inoltre insignito del premio come miglior schiacciatore; mentre con l'under 21 prende parte al campionato mondiale 2021 e 2023, chiusi rispettivamente in sesta posizione e con la vittoria della medaglia di bronzo; con l'under 20 ottiene la medaglia d'argento al Festival olimpico estivo della gioventù europea 2021 e il bronzo al campionato europeo 2022, venendo insignito in quest'ultimo ancora una volta del premio come miglior schiacciatore.
Nel 2021 fa il suo esordio in nazionale maggiore in occasione delle qualificazioni al campionato europeo 2021.

## Palmarès

### Club
- Coppa Italia: 1

2024-25

### Nazionale (competizioni minori)
- Campionato europeo under 17 2019
- Campionato mondiale under 19 2021
- Festival olimpico estivo della gioventù europea 2021
- Campionato europeo under 20 2022
- Campionato mondiale under 21 2023

### Premi individuali
- 2021 - Campionato mondiale under 19 2021: Miglior schiacciatore
- 2022 - National Newcomer of the Year
- 2022 - National Player of the Year
- 2022 - All-America First Team
- 2022 - NCAA Division I: Los Angeles National All-Tournament Team
- 2022 - Campionato europeo under 20: Miglior schiacciatore